# Shimmering Icefield
Das Shimmering Icefield ist ein Gletscherfeld im ostantarktischen Viktorialand. In den Allan Hills lilegt es zwischen dem Shipton Ridge und dem Tilman Ridge.
Seinen deskriptiven Namen erhielt es durch eine Mannschaft des New Zealand Antarctic Research Program zur Erkundung der Allan Hills im Jahr 1964. Namensgebend ist der perlmuttartige Glanz, der von dieser Formation bei Gegenlicht ausgeht.